# Бережки (Судогодский район)
Бережки — деревня в Судогодском районе Владимирской области, входит в состав Муромцевского сельского поселения.

## География
Деревня расположена на левом берегу реки Судогды в 5 км на юг от районного центра Судогды.

## История
В делах патриаршего казенного приказа от 1702 года в составе Заястребского прихода упоминалась деревня Берег, в которой было 19 дворов жилых и 6 пустых.
В XIX — первой четверти XX века деревня являлась центром Бережковской волости Судогодского уезда, с 1926 года — в составе Судогодской волости Владимирского уезда. В 1859 году в деревне числилось 48 дворов, в 1905 году — 79 дворов, в 1926 году — 86 дворов.
С 1929 года деревня являлась центром Бережковского сельсовета Судогодского района, с 1954 года — в составе Судогодского сельсовета, с 1979 года — в составе Беговского сельсовета, с 2005 года — в составе Муромцевского сельского поселения.

## Население
| 1859 | 1905 | 1926 |
| ---- | ---- | ---- |
| 275  | 366  | 458  |

| 1859 | 1905 | 1926 | 1959 | 1970 | 1979 | 1983 |
| ---- | ---- | ---- | ---- | ---- | ---- | ---- |
| 275  | ↗366 | ↗458 | ↘278 | ↘205 | ↘134 | ↘96  |
| 2002 | 2010 | 2021 |      |      |      |      |
| ↘35  | ↘25  | ↘13  |      |      |      |      |